# Карагаш (Чингірлауський район)
Карага́ш (каз. Қарағаш) — село у складі Чингірлауського району Західноказахстанської області Казахстану. Адміністративний центр Карагаського сільського округу.
У радянські часи село називалось Новопетровка.
Населення — 256 осіб (2021; 628 у 2009, 979 у 1999, 1113 у 1989).